# Le Bateau ivre
Pour les articles homonymes, voir Bateau ivre.
Le Bateau ivre est un poème écrit par Arthur Rimbaud à la fin de l'été 1871, alors qu'il était âgé de 16 ans. Il est constitué de 25 quatrains d'alexandrins. Il raconte, à la première personne, un bateau sans maître, chahuté par les flots.

## Historique
L’œuvre est connue par la copie qu'en a faite Paul Verlaine. Première publication en revue : « Les Poètes maudits » (7) : « Arthur Rimbaud (4) », Lutèce, 2 novembre 1883, ; en recueil : Paul Verlaine, Les Poètes maudits : Tristan Corbière, Arthur Rimbaud, Stéphane Mallarmé, L. Vanier, 1884, p. 30-34.
Arthur Rimbaud a envoyé ce poème à Verlaine avant de le rejoindre à Paris. Une caricature d'André Gill dans l’Album zutique représente Rimbaud dans une frêle embarcation. Le premier groupe zutique, qui comprenait André Gill et Arthur Rimbaud, a transcrit poèmes et dessins de l’Album zutique de la mi-octobre 1871 à la mi-novembre 1871 à peine. Ainsi, selon toute vraisemblance, le poème Le Bateau ivre est antérieur à cette date butoir pour l’Album zutique. De deux choses l'une : ou Rimbaud a composé son poème peu avant sa montée à Paris autour du 15 septembre 1871, ou il l'a composé dès son arrivée à Paris. 
Ernest Delahaye a régulièrement essayé de se faire passer pour le premier témoin de la composition des poèmes de Rimbaud. Or il prétend que Le Bateau ivre a été composé expressément pour se présenter à Paris. Le témoignage semble pour une fois conserver sa vraisemblance malgré l'épreuve du temps, sauf sur un point : le 30 septembre 1871, Rimbaud a probablement lu un ancien poème de 1870, Les Effarés. Verlaine cite Les Premières Communions, Les Effarés, Mes petites amoureuses, Les Poètes de sept ans comme les premiers poèmes qui lui furent envoyés par lettre. 
Plusieurs auteurs estiment que ce poème de Rimbaud a été influencé par le roman Vingt Mille Lieues sous les mers de Jules Verne,, paru de 1869 à 1870. Si cela était avéré, le poème ne pourrait alors pas être antérieur à cette période.

## Poème
Comme je descendais des Fleuves impassibles,

Je ne me sentis plus guidé par les haleurs :

Des Peaux-Rouges criards les avaient pris pour cibles,

Les ayant cloués nus aux poteaux de couleurs.

J’étais insoucieux de tous les équipages,

Porteur de blés flamands ou de cotons anglais.

Quand avec mes haleurs ont fini ces tapages,

Les Fleuves m’ont laissé descendre où je voulais.

Dans les clapotements furieux des marées,

Moi, l’autre hiver, plus sourd que les cerveaux d’enfants,

Je courus ! Et les Péninsules démarrées

N’ont pas subi tohu-bohus plus triomphants.

La tempête a béni mes éveils maritimes.

Plus léger qu’un bouchon j’ai dansé sur les flots

Qu’on appelle rouleurs éternels de victimes,

Dix nuits, sans regretter l’oeil niais des falots !

Plus douce qu’aux enfants la chair des pommes sures,

L’eau verte pénétra ma coque de sapin

Et des taches de vins bleus et des vomissures

Me lava, dispersant gouvernail et grappin.

Et dès lors, je me suis baigné dans le Poème

De la Mer, infusé d’astres, et lactescent,

Dévorant les azurs verts ; où, flottaison blême

Et ravie, un noyé pensif parfois descend ;

Où, teignant tout à coup les bleuités, délires

Et rhythmes lents sous les rutilements du jour,

Plus fortes que l’alcool, plus vastes que nos lyres,

Fermentent les rousseurs amères de l’amour !

Je sais les cieux crevant en éclairs, et les trombes

Et les ressacs et les courants : je sais le soir,

L’Aube exaltée ainsi qu’un peuple de colombes,

Et j’ai vu quelquefois ce que l’homme a cru voir !

J’ai vu le soleil bas, taché d’horreurs mystiques,

Illuminant de longs figements violets,

Pareils à des acteurs de drames très antiques

Les flots roulant au loin leurs frissons de volets !

J’ai rêvé la nuit verte aux neiges éblouies,

Baisers montant aux yeux des mers avec lenteurs,

La circulation des sèves inouïes,

Et l’éveil jaune et bleu des phosphores chanteurs !

J’ai suivi, des mois pleins, pareille aux vacheries

Hystériques, la houle à l’assaut des récifs,

Sans songer que les pieds lumineux des Maries

Pussent forcer le mufle aux Océans poussifs !

J’ai heurté, savez-vous, d’incroyables Florides

Mêlant aux fleurs des yeux de panthères à peaux

D’hommes ! Des arcs-en-ciel tendus comme des brides

Sous l’horizon des mers, à de glauques troupeaux !

J’ai vu fermenter les marais énormes, nasses

Où pourrit dans les joncs tout un Léviathan !

Des écroulements d’eaux au milieu des bonaces,

Et les lointains vers les gouffres cataractant !

Glaciers, soleils d’argent, flots nacreux, cieux de braises !

Échouages hideux au fond des golfes bruns

Où les serpents géants dévorés des punaises

Choient, des arbres tordus, avec de noirs parfums !

J’aurais voulu montrer aux enfants ces dorades

Du flot bleu, ces poissons d’or, ces poissons chantants.

– Des écumes de fleurs ont bercé mes dérades

Et d’ineffables vents m’ont ailé par instants.

Parfois, martyr lassé des pôles et des zones,

La mer dont le sanglot faisait mon roulis doux

Montait vers moi ses fleurs d’ombre aux ventouses jaunes

Et je restais, ainsi qu’une femme à genoux…

Presque île, ballottant sur mes bords les querelles

Et les fientes d’oiseaux clabaudeurs aux yeux blonds.

Et je voguais, lorsqu’à travers mes liens frêles

Des noyés descendaient dormir, à reculons !

Or moi, bateau perdu sous les cheveux des anses,

Jeté par l’ouragan dans l’éther sans oiseau,

Moi dont les Monitors et les voiliers des Hanses

N’auraient pas repêché la carcasse ivre d’eau ;

Libre, fumant, monté de brumes violettes,

Moi qui trouais le ciel rougeoyant comme un mur

Qui porte, confiture exquise aux bons poètes,

Des lichens de soleil et des morves d’azur ;

Qui courais, taché de lunules électriques,

Planche folle, escorté des hippocampes noirs,

Quand les juillets faisaient crouler à coups de triques

Les cieux ultramarins aux ardents entonnoirs ;

Moi qui tremblais, sentant geindre à cinquante lieues

Le rut des Béhémots et les Maelstroms épais,

Fileur éternel des immobilités bleues,

Je regrette l’Europe aux anciens parapets !

J’ai vu des archipels sidéraux ! et des îles

Dont les cieux délirants sont ouverts au vogueur :

– Est-ce en ces nuits sans fonds que tu dors et t’exiles,

Million d’oiseaux d’or, ô future Vigueur ?

Mais, vrai, j’ai trop pleuré ! Les Aubes sont navrantes.

Toute lune est atroce et tout soleil amer :

L’âcre amour m’a gonflé de torpeurs enivrantes.

Ô que ma quille éclate ! Ô que j’aille à la mer !

Si je désire une eau d’Europe, c’est la flache

Noire et froide où vers le crépuscule embaumé

Un enfant accroupi plein de tristesse, lâche

Un bateau frêle comme un papillon de mai.

Je ne puis plus, baigné de vos langueurs, ô lames,

Enlever leur sillage aux porteurs de cotons,

Ni traverser l’orgueil des drapeaux et des flammes,

Ni nager sous les yeux horribles des pontons.
— Arthur Rimbaud, Poésies, 1871

## Réception critique
Le poème est considéré depuis les débuts du XXe siècle comme l'un des plus beaux de la langue française (Paul Claudel, Louis Aragon, le surréalisme, etc.). André Gide le place dans les poèmes essentiels de l'histoire littéraire dans son Anthologie de la poésie française,  et Georges Pompidou l'a également défendu. Roland Barthes, Pierre Louÿs, Roger Caillois, René Étiemble, parmi d'autres, ont proposé des analyses approfondies de cette œuvre complexe. Selon ce dernier, Rimbaud répondrait dans son texte à la question de Charles Baudelaire : « Étonnants voyageurs ! [...] / Dites, qu'avez-vous vu ? ». Cette poésie, en tout cas, est truffée de références empruntées à Charles Baudelaire donc, mais aussi à Jules Verne, Edgar Allan Poe, Leconte de Lisle, Théophile Gautier, etc., ce qui en fait l'un des textes les plus difficiles et les plus commentés de la langue française. 
Paul Cosseret en a un jugement bien plus négatif dans La Presse du 7 février 1892 : « Cette poésie spéciale est lettre close pour moi, je n'y vois qu'une suite singulière de pluriels incohérents. C'est du prétentieux charabia. Ayons donc le courage de dire que bizarrerie n'est point originalité. »

## Héritage
Samuel Beckett a édité une traduction en anglais, Drunken Boat.
Léo Ferré a mis en musique et interprété ce poème dans son album L'Imaginaire (1982). Il prend la liberté de transformer les deux premiers quatrains en refrain, répété sept fois. Ce principe de répétition, ainsi que la présentation, par des procédés typographiques, des rythmes sonores du Bateau ivre par Léo Ferré, a été montré dans le livre de Serge Chamchinov Fleuves impossibles (sic).
Maurice Delage a mis en musique ce poème dans un poème symphonique de 1954.
Une reproduction intégrale du Bateau ivre, inaugurée le 14 juin 2012, occupe un long mur de la rue Férou à Paris, non loin de l'endroit où Rimbaud aurait présenté le poème pour la première fois le 30 septembre 1871 lors d'une réunion des Vilains Bonshommes. Elle a été réalisée par l'artiste néerlandais Jan Willem Bruins.
Serge Chamchinov a lancé en 2012, auprès de la Maison internationale de la Poésie Arthur Haulot (MIPAH), lors de la biennale internationale de la poésie qui s'est déroulée à Liège, le projet de traduction du poème Le Bateau ivre en 25 langues, selon le principe d'une langue par strophe. Il a été réalisé en 2013 sous forme d'un livre collectif intitulé Symphonie du temps,.

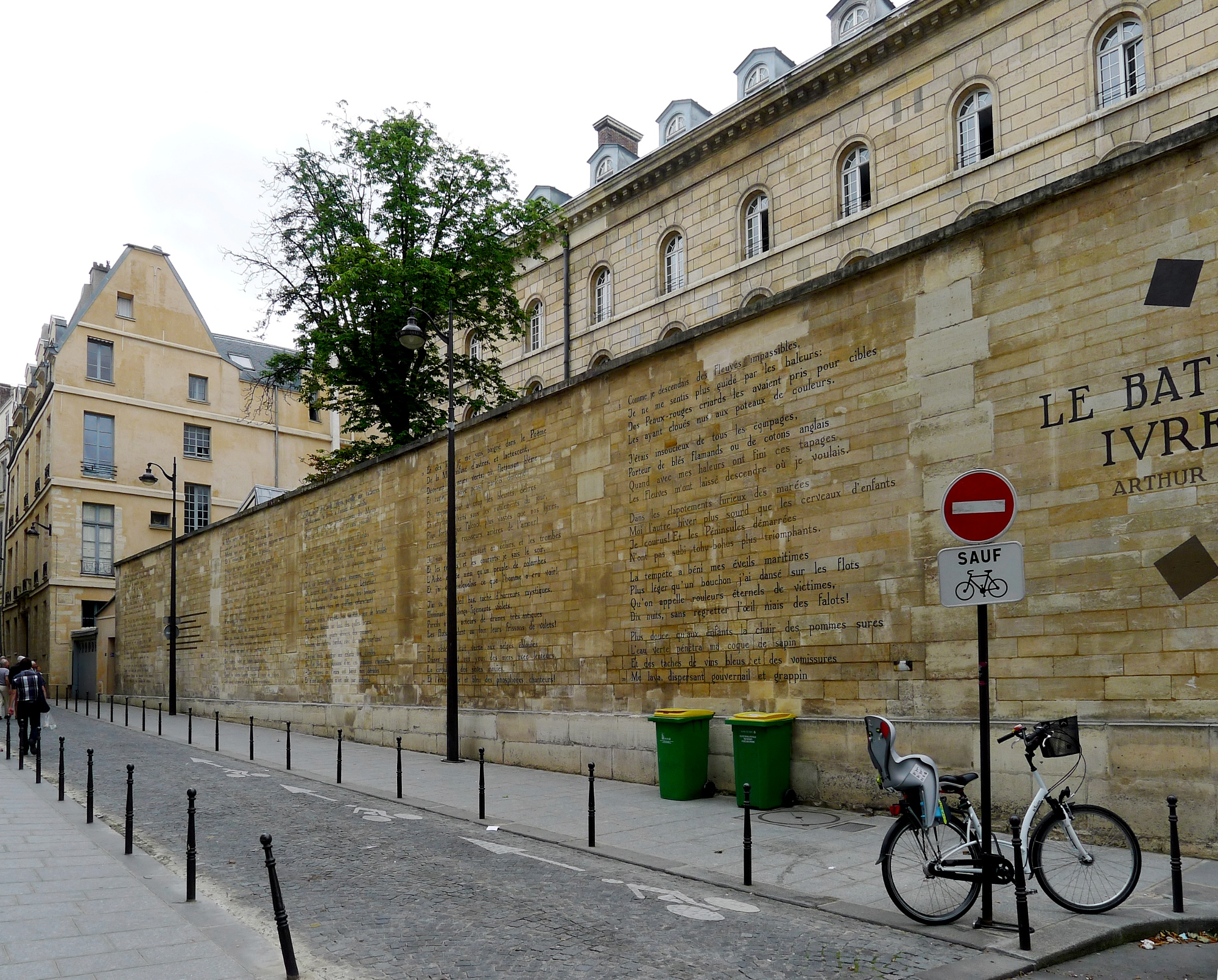
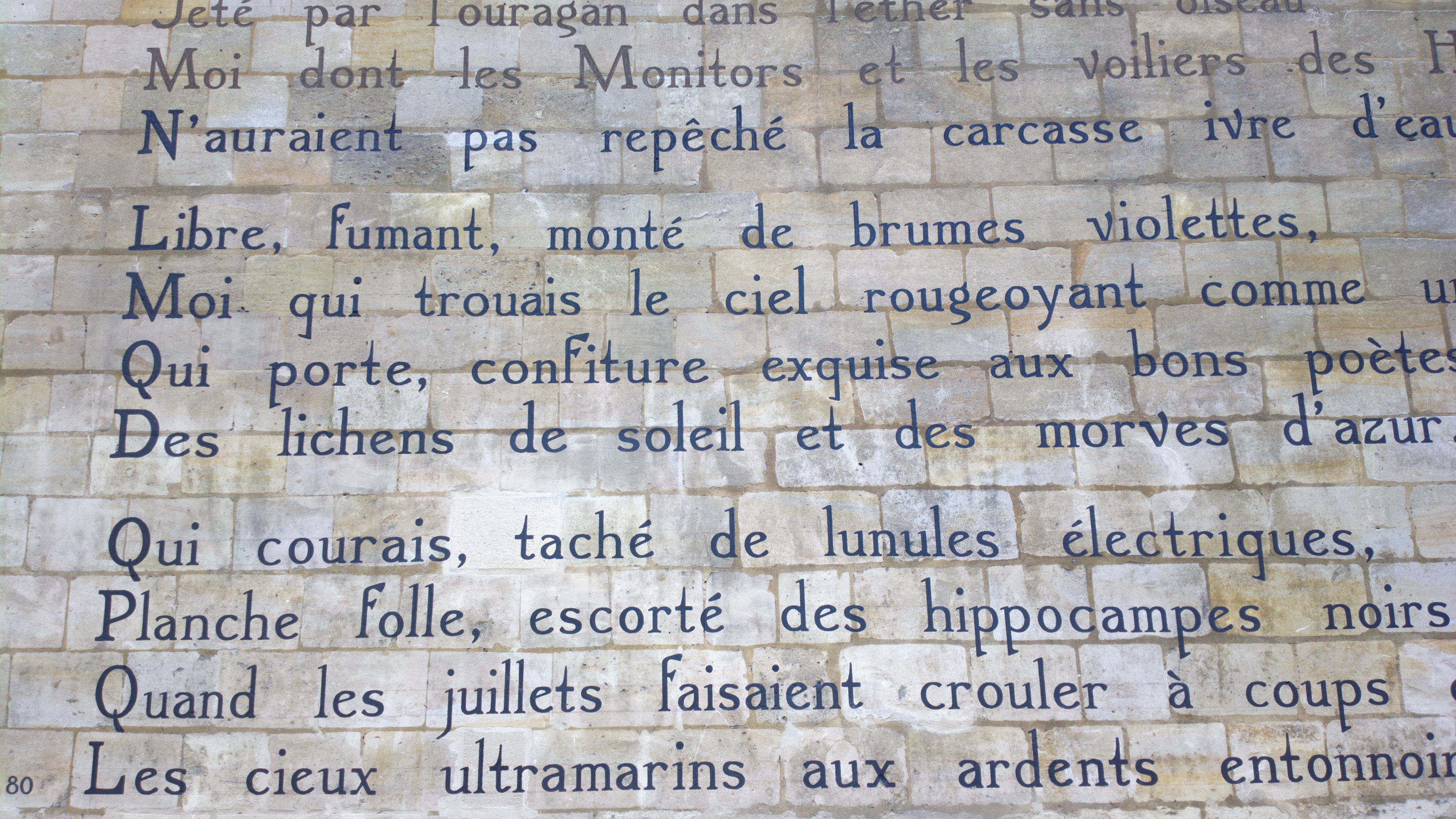
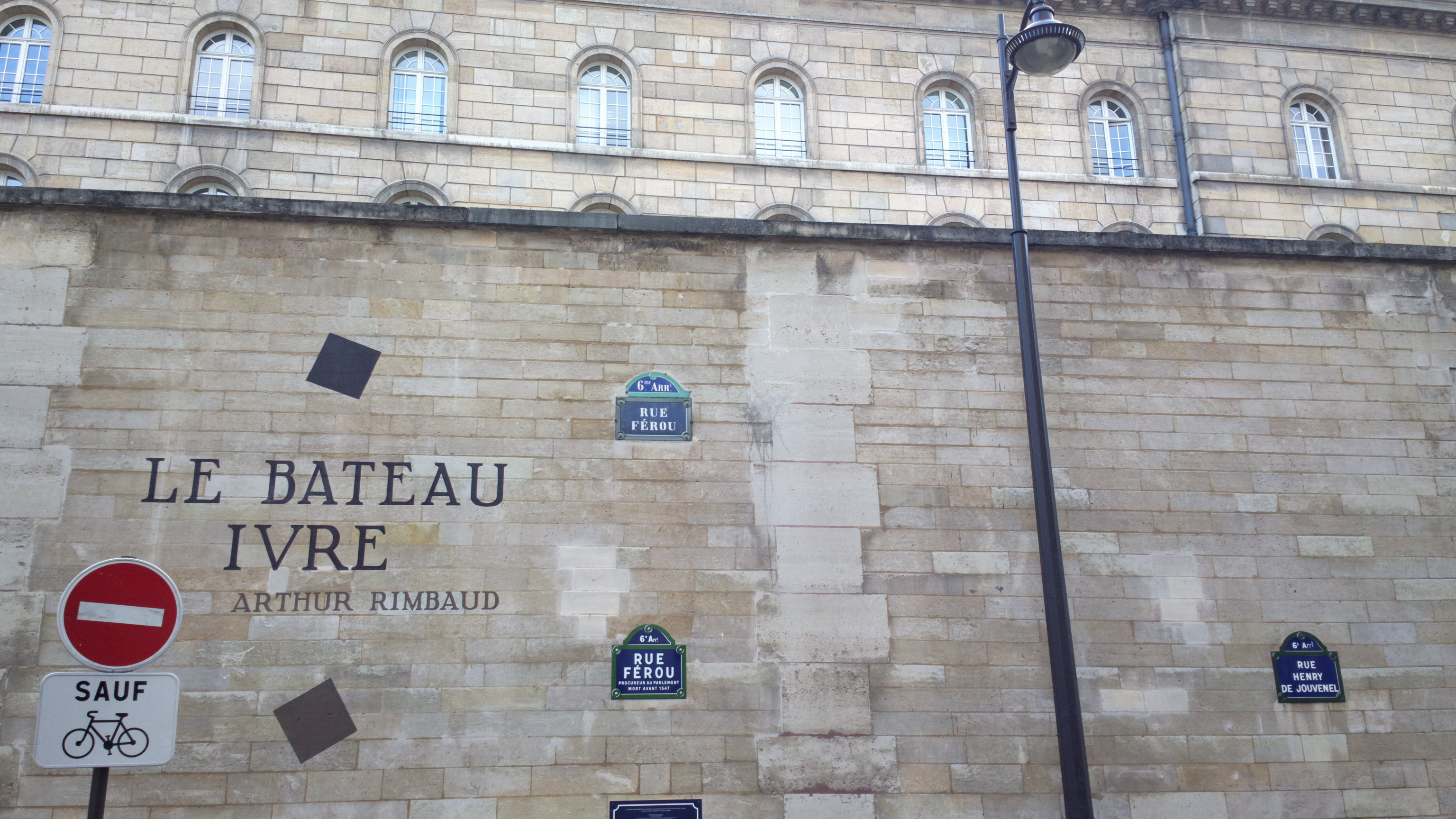
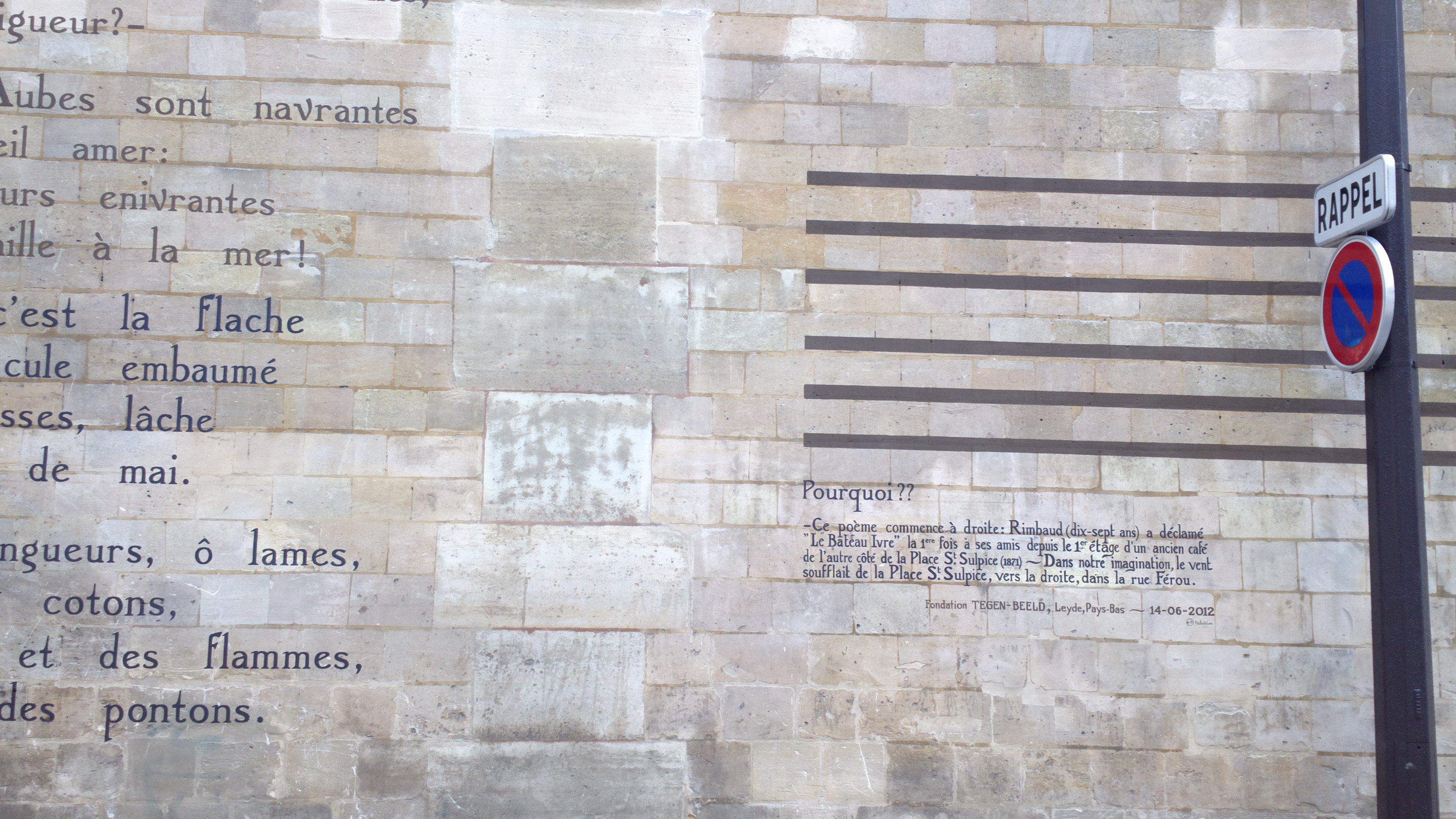